# Александер фон Вюртемберг (1804–1881)
Александер Фридрих Вилхелм фон Вюртемберг (на немски: Alexander Friedrich Wilhelm von Württemberg; * 20 декември 1804, Рига; † 28 октомври 1881, Байройт) от династията Вюртемберги, е херцог на Вюртемберг и руски генерал.

## Биография
Той е най-възрастният син на херцог Александер Фридрих Карл фон Вюртемберг (1771 – 1833) и съпругата му принцеса Антоанета Ернестина Амалия фон Саксония-Кобург-Заалфелд (1779 – 1824), дъщеря на херцог Франц I фон Саксония-Кобург-Заалфелд (1750 – 1806) и графиня Августа Ройс Еберсдорф (1757 – 1831). Неговият чичо е крал Фридрих I фон Вюртемберг. Брат е на Ернст фон Вюртембер (1807 – 1868), руски генерал.
Херцог Александер започва, както баща му, руска военна служба. През 1828 г. той участва в похода против Османската империя, а през 1831 г. против Полша.

## Фамилия
Първи брак: на 17 октомври 1837 г. във Версай за принцеса Мария Орлеанска (* 12 април 1813, Палермо; † 2 януари 1839, Пиза), дъщеря на френския крал Луи-Филип и Мария-Амалия Бурбон-Неаполитанска. Те имат един син:
- Филип фон Вюртемберг (* 30 юли 1838; † 11 октомври 1917), женен на 18 януари 1865 г. във Виена за ерцхерцогиня Мария Тереза Австрийска (* 17 юли 1845; † 8 октомври 1927)

Втори брак: на 11 юни 1868 г. в Байройт (морганатичен брак) за Катарина Амалия Пфенигкойфер, която става фрау фон Майернберг (* 31 юли 1829, Марбург; † 31 март 1915, Байройт), вдовица на Йохан Конрад Кирш (* 16 юли 1800; † 11 юли 1863), дъщеря на Фердинанд Пфенигкойфер и Сузана Хоенщайн. Това не се харесва на синът му Филип. Те нямат деца.

## Галерия
- Гробът му в гробището на Байройт
- Герб на гроба му